# Solar Weekend Festival
Solar Weekend Festival is een vierdaags muziekfestival dat sinds 2005 door Extrema georganiseerd wordt bij de Maasplassen bij recreatiegebied De Weerd bij Roermond.
Het festival heeft een cross-over programmering tussen pop en dance. Het bezoekersaantal liep van een paar duizend in de eerste jaren op tot 20.000 in 2010 en 27.500 in 2013. Het begon als tweedaags festival en groeide naar vier dagen in 2013. 